# Мускопс, Питер
Питер Данил Мускопс (нидерл. Pieter Daniel Moeskops, 13 ноября 1893 — 16 ноября 1964) — нидерландский профессиональный велогонщик, многократный чемпион мира.

## Биография
Родился в 1893 году в Лосдёйнене. В 1921—1924 и 1926 годах становился чемпионом мира, в 1929 и 1930 годах завоёвывал серебряные медали чемпионатов мира. Помимо этого 15 раз завоёвывал медали чемпионата Нидерландов (в том числе 2 золотые).